# Stigmella tiliella
Stigmella tiliella là một loài bướm đêm thuộc họ Nepticulidae. Loài này có ở Ohio và Kentucky.

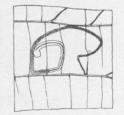
Mine

Sải cánh dài 3.4–4 mm. Có hai lứa trưởng thành một năm. Con trưởng thành bay vào
mid-June và đầu tháng 8 or cuối tháng 7. Late instar larvae have been được tìm thấy ở cuối tháng 8 và in đầu tháng 7.
Ấu trùng ăn Tilia americana.Chúng ăn lá nơi chúng làm tổ. 